# Distretto di Adi Quala
Il distretto di Adi Quala è uno dei dieci distretti della regione del Sud, in Eritrea. Ha per capoluogo la città di Adi Quala.